# Карсунський район
Карсунський район (рос. Карсунский район) — адміністративно-територіальна одиниця (район) та муніципальне утворення (муніципальний район) у південно-східній частині Ульяновської області Росії.
Адміністративний центр — смт Карсун.

## Історія
У 1928 році, при адміністративно-територіальному поділі, Карсунський повіт був скасований, а з частин його території було утворено ряд районів: Карсунський, Тагайський, Астрадамовський, Бариський, Вешкаймський, Кузоватівський. А місто Карсун перетворено на село і стає центром Карсунського району Ульяновського округу Середньо-Волзької області.

## Населення
| 1939    | 1989    | 2002    | 2009    | 2010    | 2011    | 2012    |
| ------- | ------- | ------- | ------- | ------- | ------- | ------- |
| 73 442  | ↘32 561 | ↘29 319 | ↘25 748 | ↘25 170 | ↘25 067 | ↘24 567 |
| 2013    | 2014    | 2015    | 2016    | 2017    | 2018    | 2019    |
| ↘24 082 | ↘23 591 | ↘23 280 | ↘22 950 | ↘22 727 | ↘22 349 | ↘21 926 |
| 2020    | 2021    |         |         |         |         |         |
| ↘21 555 | ↘20 361 |         |         |         |         |         |